# Neoclinus
Neoclinus es un género de peces perciformes de la familia Chaenopsidae.

## Especies
Se reconocen las siguientes especies:
- Neoclinus blanchardi
- Neoclinus bryope
- Neoclinus chihiroe
- Neoclinus fenestratus
- Neoclinus lacunicola
- Neoclinus nudus
- Neoclinus okazakii
- Neoclinus stephensae
- Neoclinus toshimaensis
- Neoclinus uninotatus